# KLF12
크루펠 유사 인자 12(Krueppel-like factor 12)는 인간에서 KLF12 유전자에 의해 암호화되는 단백질이다.
활성화 단백질 2 알파(AP-2 알파) 척추동물의 발달과 발암 시 유전자 발현에 대한 개발적으로 조절된 전사인자 및 중요한 조절자이다. 이 유전자가 암호화한 단백질은 크루펠 유사 아연 집게 단백질 계열로 AP-2 알파 유전자 촉진유전자의 특정 부위와 결합함으로써 AP-2 알파 유전자의 발현을 억제할 수 있다. 암호화된 단백질에 의한 압력은 보조 억제 인자인 CtBP1과 결합되어야 한다. 이 유전자에 대해 서로 다른 동형 단백질을 암호화하는 두 가지 기록 변형이 발견되었다.

## 참고
- 크루펠 유사 인자